# Церковь Петра и Павла (Чёрный Яр)
Храм святых апостолов Петра и Павла — храм Ахтубинской епархии Русской православной церкви, расположенный в Чёрном Яру Астраханской области. Храм находится на севере села, на территории кладбища.

## Историческая справка
Точная дата постройки храма неизвестна. По одним данным храм построен в конце XVII в., а во второй половине XVIII в. основательно переделан. По другим — построен в 1781 г. черноярским купцом Михаилом Барановым, калмыком, ещё в малолетстве принявшим христианство. Вероятнее всего, ближе к истине вторая дата, так как по документам Архива Духовной Консистории в 1722 г. в с. Чёрный Яр была всего одна церковь Воскресения Господня. Освящён в том же 1781 г. епископом Астраханским Антонием.
Храм каменный, построенный в древневизантийском стиле. Длина с колокольней 14 саженей (30 м), ширина — 5 саженей (10,5 м). Для большей вместительности пристроен деревянный коридор шириной в 1 сажень (2 м). В 1848 г. вокруг храма построена каменная ограда вместо бывшей деревянной. До наших дней сохранились уникальная роспись и чугунные полы (предположительно, XVIII в.). Храм действует. В нём совершаются богослужения. С храмом связано имя преподобного отрока схимонаха Боголепа Черноярского .